# Billingsfors friluftsteater

Billingsfors friluftsteater är en friluftsteater i Billingsfors, Bengtsfors kommun.
Teatern ligger i den lummiga parken kring Billingsholms bruksherrgård. Amfiteatern är Sveriges äldsta kvarvarande friluftsteatrar och tillkom redan 1792, samt restaurerades 1951. Den skifferklädda anläggningen har 200 platser och används fortfarande sommartid för konserter och teater.
Somrarna 2012 och 2013 spelades lustspelet Hingsten Herman av Billingsfors Teatersällskap.